# Flying Dutchman (vela)
O Flying Dutchman é uma embarcação de vela ligeira de alta performance. Tem uma mastreação complexa. Para além da vela grande dispõe de genoa e balão.

## Especificações técnicas
- Área de vela — vela grande: 10,2 m2
- Área de vela — genoa: 8,2 m2
- Área de vela — balão: 21 m2
- Trapézio: 1
- Deslocamento: 130 Kg